# Telipinusz és a Tengeristen leánya
| CTH#322.1 |
| --- |

A CTH#322 hat töredéke.

A leghosszabb szövegű töredék, a CTH#321.A (Bo 873) számú tábla az első négy sorának átírásával és fordításával.

| 1. Korábban (vagy régebben), amikor a nagy Te(nger) […] 2. és a Menny, a Föld (és) az emberek […] 3. Ő (a Tenger?) dühös volt […] 4. (a Napistennőt) hozta (az égből a Tengeristen) lefelé […] 5. a föld elől (elrejtette). 6. A Tenger(t?) rosszul […] 7. […] és elsötétedik, 8. […] és a Tenge[rnek…] senki sem állt el[len] 9. [És a Viharisten Telipinuszt hívta, j]ó első fi[át…] 10. (Rajta?), Telipinusz, 11. menj a [Te]ngerhe[z…] 12. [ho]zd a Napistennőt a Tenge[rtől é]gbe v[issza]! 13. Telipinusz elment a Tengerhez. 14. Fé[lt a Tenger] tőle 15. és leányát (neki?) [adta…] 16. és a Napistennő is nála volt 17. Telipin[usz hozta a Napistennőt] és a Tenger leányát vi[ssza] 18. és vi[tte?] őket a Viharistennek. 19. A Tenger küldte (engedelmesen) a Viharistennek. 20. „Telipin[usz], a te fiad, [vette] a lányomat feleségül 21. és hozta magával. 22. [Mit] adsz majd nekem (érte)?” 23. A Viharisten mondta Hannahannah istennőnek: 24. „[…] jött egy folyó? a Tengertől […] 25. (és) követelte [a menyasszony árát? …] 26. Ha adok neki, 27. (és) ha megtagadom az a[dást]?” 28. Az bölcs istennő, Hannahannah (mondta) a Viharistennek: 29. „Adj neki. 30. Itt […] hozzád a menyasszony.” 31. Ez […] 32. [é]s ne[ki] megfiz[et] 1000 […] 33. 1000 marhát és 1000 juhot adományozott 34. é[s…] 35. […] × × testvérei × […] 36. és […] 37. [_ _] × × […] 38. [d]e ez a […] ×[…] 39. GIŠišḫāuwar ×[…] 40. igát (és) ekét ve[tt] 41. megfőzött és megédesített […] egy aludttejet, egy sajtot, két fa[…], nyolc édes gabo[nát…], fügét, olivab[ogyót], együtt […] gabonacsírát, tűzif[át?], birkafaggyút vágott GIŠalanza GIŠ×[…] 1. [_] × × × […] |
| CTH#322.2 |
| 1. […]na-×[…] 2. […]× dühös ×[…] 3. [füst]ölte a háza[t] 4. [a kályhában meggy]ulladt a fahasáb 5. A […] 6. [A kará?]mmal a bárányok […] 7. […(bárányok)?] ők nem voltak […] 8. [… gond?]ozni […] 9. […] × × Ten[ger?…] 10. [T]elipinusz újra […] 11. egy ásó (és) eke(?) […] 12. […]ek beszúr[ta?…] 13. […]× felfelé(?) [_] × × × [ 14. […i]v[e]l 15. [… marhá]k(at) és birkák(at) hajto[tt…] × 16. […] nincs ×-×-[…] 17. [Telipinussza]l düh […] 18. és Ő […] neki a [mocsá]rba 19. Ő ment (és) e[lbújt a mocsárban] 20. [de nőtt a] ḫalenzu-növény […] |
| CTH#322.3 |
| 1. […] (a) Tengerhez tartott 2. Telipinusz […](a) Ten[ger …] 3. Telipinusz ×-[…] 4. […] ismét Telipinusz be[szélt] 5. […?] […n]él 6. „Ki (van) veled?” 7. És […] 8. aludtam ×[…] 9. Ő aztán neki […] 10. a középső […] 11. […] vezetett 12. […]t […] 13. […]-×-× hiszem 14. [… i]smét beszé[l…] 15. […-v]el |
| CTH#322.4 |
| 1. […] halot[t …] 2. […ju]hokat vezette vissza. 3. amikor a Tenger […] 4. […] (a) szűz/szennyezett(?) Föld […] 5. […] Tenger ×-[…] 6. Telipinusz viszont […] 7. […] házba hajtot[t] 8. [… na]gy GIŠIG-×[…] |

A Telipinusz és a Tengeristen leánya című mítosz Telipinusz legendaköréhez tartozó történet. Összesen hét töredéke ismert, ebből hatot publikáltak eddig a nemzetközi hettitológiai antológiákban. A hetedik magángyűjteményben van, szövegét Oliver Gourney adta közre. A mítoszt a hettita szövegek katalógusa a CTH#322 számon tartalmazza, a hét töredék négy szövegrészlete a 322.1–322.4 alszámot kapta. A történet részben csatlakozik a Telipinusz eltűnése című (CTH#324) elbeszéléshez, részben magyarázza annak eseményeit, részben viszont a Yozgat-tábla meséjével rokon – mivel itt is szó esik a Nap eltűnéséről –, helyenként önálló.

## Cselekménye
A mítosznak csak kis része maradt fenn. Alsó-Hatti stílusában keletkezett, arról szól, hogy mi történt az „idő előtt”, amikor nagy ellentét alakult ki a „Nagy tenger” és a Nap istennője között. A Tenger eldugta a Napot, az ország sötétségbe borult. A Viharisten utasította fiát, a „kiváló és jó” Telipinuszt, hogy hozza vissza a Nap istennőjét. Telipinusz elment a tengerhez, aki felajánlotta neki a leányát. De a Tengeristen viszontajándékot kért (hozományt?). A Viharisten Hannahannah istennőtől kért tanácsot, aki megtárgyalta a mértéket a Tengerrel.
Innen már nagyon töredezett a szöveg, a történet második feléről keveset tudhatunk. A Tenger többször hívja Telipinuszt, hogy adja át ajándékait. Végül a Viharisten megfizeti a kialkudott értéket. Telipinusz felesége vagy szeretőjeként feltűnik egy Hatepuna vagy Hatepinu név is, akit általában azonosítanak a Tengeristen máshol meg nem nevezett leányával. Telipinuszt más istennőkkel is együtt említik, mint például a meghatározatlan funkciójú Szepuru, valamint a Kaszha és Hanhana városokban tisztelt Kattaha istennő.

## Mitológiai háttere
Nagyon ritka a Tengeristen tényleges szereplése a hettita mitikus szövegekben. Még az Ullikummi-mítoszban sem említik, pedig a tenger, mint helyszín fontos része a cselekménynek. Az ismert elbeszélések közül egyedül ez a mítosz az, amelyben főszereplő, de jellemző módon mindig csak az egyszerű Arunasz néven és egyetlenegyszer sem szerepel a név előtt a dingir determinatívum. Valószínűleg itt sem Tengeristenről, hanem egyszerűen a tengerről van szó, amely elnyeli a Napot.
Egyes feltevések szerint csak azért alakították ki ezt a mítoszverziót, mert a Telipinusz eltűnése mítoszban a Telipinusz által megkívánt nő neve Ḫatepinu. E név és jelentése („tengeri gyermek”) jól illeszkedik a hatti mitológiába, Jaan Puhvel szerint kapcsolatban lehet Kamruszepával. Az általánosan elfogadott mitikus családfában a Tengeristen Kamruszepa fia.
A mítosz ismert részeiben nincs szó házasságról, sőt kifejezett utalás sincs rá. A CTH#322.1.A szöveg 20. sorában a DAM.ŠU kifejezés a sumer DAM (= feleség) és akkád ŠU (= úrnő, hölgy) logogramokkal szerepel. Egyáltalán nem biztos, hogy a feleség+úrhölgy összetétel a hettita írásban is ugyanazt jelentette. Valamilyen közeli értelmezése is lehetséges, akár még a „szolgáló” fordítás is elképzelhető. Ez esetben az „ajándék” nem hozomány, hanem vételár lett volna. A DAM például általában „házastárs” értelmű is lehet, nem csak feleség, hanem férj jelentéssel is. Sőt a sumer DAM szó leírására használt két lehetőség (𒁮 és 𒌓) közül csak az első, akkádul aššatu vagy mutu értelmű a MUNUS.KU×U ligatúra az, amelyik csak házastárs jelentésű. Egy óbabiloni szövegben, a nippuri Lu755-ben a DAM.DAM jelenti a házastársat. A másik erre használt jel az UTU (akkád qīapu), amely „bízni, hinni, fényes, fénylik, tisztít, tisztítani” jelentésekkel fordítható, kombinációkban még számos más értelemben is. A fiú és a lány kifejezés szolgát, szolgálót is jelenthetett, ahogy például a nuzi levéltár tulajdonosáról sem tudjuk, hogy herceg volt-e vagy egy palotabeli alkalmazott, mert csak a „király fia” összetétellel utalt magára. Valójában nem ismert, hogy a DAM.ŠU összetételt a hettiták a számos egymáshoz közeli jelentés közül melyik értelemben használták.
A fennmaradt szövegrészletek szerint a cselekmény lehetett egyszerűen a háborgó tenger legyőzése, amelyben szerepet kap a Viharisten, az időjárás irányítója, a Napisten és Telipinusz, a termékenység istene is. Egyáltalán nem biztos, hogy Hatepinu a Tengeristen leányával azonos, valamint az sem, hogy a felajánlás házasságra vonatkozott volna. A hettita – bár a tengerekkel három oldalról körbevett Anatóliában éltek – tipikus kontinentális nép, történetük során sosem vállalkoztak nagyobb tengerjáró expedíciókra és még az i. e. 13. század végén is Ugarit hajóhadát kellett igénybe vegyék Alaszija meghódításához. Kereskedelmüket is a szárazföldi karavánokkal bonyolították, a tengeri kereskedelmet teljes mértékben ráhagyták a föníciai városokra, Egyiptomra és Minószra.

## Szövege
| CTH         | forráskiadás | csatlakozó töredékek | múzeumi katalógusszám |
| ----------- | ------------ | -------------------- | --------------------- |
| CTH#322.1.A | KUB 12.60    | Bo 873               | BoFN 00532a           |
| CTH#322.1.A | KUB 12.60    | Bo 873               | N 05589               |
| CTH#322.1.B | KUB 33.81    | 521f                 | BoFN 05995 1b         |
| CTH#322.1.B | KUB 33.81    | 521f                 | BoFN 05995 2          |
| CTH#322.1.B | KUB 33.81    | 521f                 | BoFN 05996b           |
| CTH#322.2.A | KBo 26.127   | 1030/u               | B 0750c               |
| CTH#322.2.A | KBo 26.127   | 1030/u               | B 0751b               |
| CTH#322.3.A | KBo 26.128   | 1177/u               | B 0720c               |
| CTH#322.4.A | Gourney 4    | –                    | –                     |

| A teljes hettita szöveg transzliterációja |
| --- |
| CTH322.1 1§(1) ⌐ka¬-ru-ú ku-wa-pí GAL-iš a!-r[u-na-aš ... ] (2) nu ne-pí-iš te-kán DUMU.LÚ.⌐U19¬.[LU ... ] (3) na-aš šu-ul-li-ya-at (4) na-aš-š[a-an ... ] kat-ta pé-e-ḫu-te-et (5) n=an [munnāet?] 2§ (6) nu-kán KUR-e an-da i-da-a-la-u-[e-eš-zi?] (7) [ ... ] [n]a-na-an-ku-uš-zi (8) nu a-ru-n[a-an ... ] ⌐Ú-UL¬ ku-iš-ki ma-az-za-a[z-zi] (9) [nu dIM-aš dte-li-pí-nu-un āš-š]u-wa-an-da-an ḫa-an-te-[ez-zi-in ... DUMU-ŠU ḫa-al-za-iš] 3§ (10) [ _ _ e-ḫu dte-li-⌐pí¬-[nu] (11) zik=za [ ... a-r]u-na ī[t] (12) [ne-p]í-ša-aš dUTU-un a-ru-na-a[z ... EGIR-p]a ⌐ú ¬-[wa-te] 4§ (13) ⌐d¬te-li-pí-nu-uš a-ru-na pa-it (14) nu-u[š-ši a-ru-na-aš] ⌐na-aḫ¬-ša-ri-ya-at-ta-at (15) nu-uš-ši ⌐DUMU.MUNUS¬-[SÚ ... pa-iš] (16) ⌐d¬UTU-un-na-aš-ši pa-iš (17) nu dte-li-pí-n[u-uš dUTU-un] a-ru-na-aš-ša DUMU.MUNUS-⌐SÚ¬ a-ru-na-az ⌐EGIR¬-[pa u-wa-te-et] (18) nu-uš dIM-aš kat-ta-an pé-⌐e?¬-[ḫu-te-et?] 5§ (19) a-ru-na-aš dBÚR-ni pí-⌐i-e¬-et (20) dte-li-pí-n[u-uš-wa-za] tu-el DUMU-KA DUMU.MUNUS-YA A-NA DAM-ŠU [dās?] (21) nu-wa-ra-an-za-an pé-e-ḫu!-te-et (22) am-mu-uk-ka4-wa [ ... ] pa-it-ti (23) dIM-aš A-NA DINGIR.MAḪ me-mi-eš-ta (24) [ ... ] a-ru-na-az × ⌐ÍD?¬-aš ú-et (25) ú-e-wa-ke-et [ku-ša-ta ... ] (26) pé-eḫ-ḫi-wa<-ra>-at-ši (27) ma-a-an-wa-aš-ši Ú-UL p[é-eḫ-ḫi] 6§ (28) UM-MA DINGIR.MAḪ A-NA dBÚR (29) pa-i-wa-aš-ši (30) ke-e-⌐et¬[ ... ] A-NA MUNUSÉ.GI4-⌐UT-TIM¬ da-a-at-ta (31) ke-⌐e¬(-)[ ... ] (32) [n]u-uš-ši ku-in-na-[aš]-ša-an LI-IM pa-a-[iš] (33) [ ... ] [diš-aš L]I-IM GU4ḪI.A diš-aš ⌐LI¬-IM UDUḪI.A pa-iš (34) n[u ... ] 7§ (35) [ ... ]× × ŠEŠMEŠ-ŠU ×[ ... ] (36) [ ... ]× (37) nu[ ... ] 8§ (38) [ _ _ ]× ×[ ... ] 9§ (39) [k]i-i-ma ŠA ×[ ... ] (40) GIŠiš-ḫa-a-u-wa-ar ×[ ... ] (41) diš-aš GIŠŠÙDUN diš-aš GIŠAPIN ME-i[š] (42) [ ... ] za-nu-wa-an-te-eš DUḪ.LÀL diš-aš ×[ ... ] dišaš EM-ṢÚ diš-aš GA.KIN.AG DIŠ.DIŠ-uš GIŠ×[ ... ] USSU e-ed-ri LÀL pár-ḫu-[e-na-aš ... ] GIŠPÈŠ GIŠSE20-ER-D[UM] ⌐QA-DU¬[ ... ] kán-za GIŠwa-ar-aš-m[i-iš ... ] Í.UDU gul-ša-an-za[ ... ] [GI]Ša-la-an-za-aš GIŠ×[ ... ] (43) [ _ ]× × ×[ ... ] CTH322.2 1§ (1) [ ... ]×[ ... ] (2) [ ... ]-na-×[ ...] 2§ (3) [ ... ]× ša-a-an-za ×[ ... ] (4) [ ... ] (5) É-er túḫ-ḫ]u-iš e-ep-t[a] (6) [INA GUNNI ka-al-mi-iš-en-iš ... ú-e-šu-ri-y]a-an-da-ti (7) ⌐INA¬ [ ... ú-e-šu-ri-ya-an-da-ti] (8) [TÙ]R? an-da UDUḪ[I.A ... ] (9) [ ... ḪI].⌐A?¬-ŠU-NU Ú-UL kap-p[u- ... ] (10) [ ... kap?-p]u-u-wa-an [ ...? ] 3§ (11) [ ... ]× × ⌐a-ru¬-[na? ... ] 4§ (12) [ ... dt]e-li-pí-nu-un EGIR[ ... ] (13) [ ... ]× IŠ-TU GIŠMAR GIŠ⌐APIN?¬[ ... ] (14) [ ... ]×ḪI.Auš ti-it-ta-[ ... ] (15) [ ... ]× ša-ra-a ša-an-⌐ki?¬-[ _ ]-× × × [ (16) [ ... -e]z-[z]i 5§ (17) [ ... GU4Ḫ]I.A UDUḪI.A pé-en-ni-i[š?- _ ]-× (18) [ ... ] (19) le-e-wa ma?-×-×[ ... ] (20) [dte-li-pí-nu-wa-a]z? ša-a-et (21) na-aš-ši-⌐kán¬ [ ... ] mar-m]ar-ra-aš (22) na-aš-ša-an p[a?-it? marmarri andan ulišta] (23) [še-e-ra-aš-še-iš-š]a-an ḫa-le-en-zu [ḫu-wa-i-iš ... ] 6§ (24) [ ... ]× × × ×[ ... ] CTH322.3 1§ (1) [ ... ]a-ru-ni pa-iš (2) a-×[ ... ] [ ... ] (3) ⌐d¬te-li-pí-nu-ša a-r[u- ... ] [ ... -i]š (4) dte-li-pí-nu-ša ×[ ... ] (5) [ ... ] ⌐a¬-ap-pa dte-li-pí-nu tar-a[š-ke-ez-zi] (6) [ ...? ] [ ... -y]a (7) ku-iš-ta a-aš-šu-uš (8) nu=⌐za¬[ ... ] (9) [ ... ]-ni? še-eš-ke-mi (10) šu-me-ša-aš-ši ḫa-×[ ... ] (11) [ ... ] (12) [i]š-tar-ne-a-na-aš-ši le-⌐e¬[ ... ] 2§ (13) [ ... ]×-i pé-e-ḫu-te-er (14) nu-wa-×[ ... ] (15) [ ... ]× ×-za da-a-aḫ-ḫi (16) z[i- ... ] (17) [ ... a-a]p-pa tar-aš-ke-e[z-zi] (18) [ ...? ] (19) [ ... ]×-[p]í-it ×[ ... ] (20) [ ... ]× ×[ ... ] CTH322.4 1§ (1) [ ... ]-⌐ma¬-an iš-⌐ta-ma-aš¬-t[a] (2) [ ... ] (3) [ ... U]DUḪI.A EGIR-pa u-un-ni-iš (4) a-[ ... -i]š (5) ma-a-na-an a-ru-na-aš ⌐ú¬-[ ... ] (6) [ ... ]⌐dam?¬-mi-e-li-it te-e-kán [ ... ] (7) [ ... ] (8) [n]a?-an-kán a-ru-na-aš ×[ ... ] (9) [ ... ]× (10) dte-li-pí-nu-ša [ ... ] 2§ (11) [ ... ] pár-na pé-en-ni-i[š] (12)[ ... ] (13) [ ... G]AL GIŠIG-×[ ... ] (14) [ ... ]-a?-kán da-⌐a¬-[ ... ] (15) [ ... ]×-ku-it-×[ ... ] |

| A teljes hettita szöveg normalizált átírása |
| --- |
| CTH322.1 1§(1) karū kuwapí GALiš arunāš ... (2) nu nepīš tekán DUMU.LÚ. U19.LU ... (3) nāš šūlliyāt (4) nāššān ... katta pēḫutēt (5) nan munnāet 2§ (6) nukán KURe anda idālauēšzi (7) ... nanānkūšzi (8) nu arunān ... Ú-UL kuiški māzzāzzi (9) nu dIMaš dtelipínūn āššuwāndān ḫāntēzzīn ... DUMU-ŠU ḫālzaiš 3§ (10) eḫu dtelipínu (11) zikza ... aruna īt (12) nepíšāš dUTUun arunāz ... EGIRpaúwate 4§ (13) dtelipínūš aruna pait (14) nūšši arunāš nāḫšariyāttāt (15) nūšši DUMU.MUNUS-SÚ ... paiš (16) dUTU-unnāšši paiš (17) nu dtelipínūš dUTUun arunāšša DUMU.MUNUS-SÚ arunāz EGIR-pa uwatēt (18) nūš dIMaš kattān pēḫutēt 5§ (19) arunāš dBÚRni pīēt (20) dtelipínūšwaza tuel DUMU-KA DUMU.MUNUS-YA A-NA DAM-ŠU dās (21) nuwarānzān pēḫutēt (22) ammūkkawa ... paitti (23) dIMaš A-NA DINGIR.MAḪ memiešta (24) ... arunāz × ÍDaš úet (25) úewakēt kušata ... (26) pēḫḫiwarātši (27) maānwāšši Ú-UL pēḫḫi 6§ (28) UM-MA DINGIR.MAḪ A-NA dBÚR (29) paiwāšši (30) kēet ... A-NA MUNUSÉ.GI4-UT-TIM daātta (31) kē... (32) nūšši kuinnāššān LI-IM pāiš (33) ... dišaš LI-IM GU4ḪI.A dišaš LI-IM UDUḪI.A paiš (34) nu ... 7§ (35) ...× × ŠEŠMEŠ-ŠU × ... (36) ...× (37) nu ... 8§ (38) ...× ×... 9§ (39) kīma ŠA ×... (40) GIŠišḫāuwār ×... (41) dišaš GIŠŠÙDUN dišaš GIŠAPIN MEiš (42) ... zanuwāntēš DUḪ.LÀL dišaš ×... dišaš EM-ṢÚ dišaš GA.KIN.AG DIŠ.DIŠuš GIŠ×... USSU ēdri LÀL párḫuenāš ... GIŠPÈŠ GIŠSE20-ER-DUM QA-DU... kánza GIŠwārašmīš ... Í.UDU gulšānza ... GIŠalānzāš GIŠ×... (43) ...× × ×... CTH322.2 1§ (1) ...×... (2) ...na×... 2§ (3) ...× šāanza ×... (4) ... (5) Éer túḫḫuiš ēpta (6) INA GUNNI kālmīšeniš ... úešuriyāndati (7) INA ... úešuriyāndati (8) TÙR(?)anda UDUḪI.A ... (9) ... ḪI.A(?)-ŠU-NU Ú-UL kappu-... (10) ... kap(?)pūwān ...? 3§ (11) ...× × aruna? ... 4§ (12) ... dt]elipínūn EGIR... (13) [ ... ]× IŠ-TU GIŠMAR GIŠ APIN... (14) ...×ḪI.Auš tītta... (15) ...× šarā šānki× × × (16) ...ezzi 5§ (17) ... GU4Ḫ]I.A UDUḪI.A pēnnīš?× (18) ... (19) lēwa ma?××... (20) dtelipínuwāz šāet (21) nāššikán ... marmarrāš (22) nāššān pait marmarri andan ulišta (23) šērāššeiššān ḫalēnzu ḫuwaīš ... 6§ (24) ...× × × ×... CTH322.3 1§ (1) ...aruni paiš (2) a×... (3) dtelipínuša aru- ... ... -iš (4) dtelipínuša ×... (5) ... āppa dtelipínu taraškēzzi (6) ...ya (7) kuišta āššūš (8) nuza... (9) ...ni šēškemi (10) šumešāšši ḫa×... (11) [ ... ] (12) ištarneanāšši lē... 2§ (13) ...×i pēḫutēr (14) nuwa×... (15) ... × ×-za dāaḫḫi (16) zi... (17) ...āppa taraškēzzi (18) ... (19) ...×pīt ×... (20) ...× ×... CTH322.4 1§ (1) ...mān ištmāšta (2) ... (3) ... UDUḪI.A EGIR-pa ūnnīš (4) a...iš (5) māanān arunāš ú... (6) ...dammielīt tēkán ... (7) ... (8) nānkán arunāš ×... (9) ...× (10) dtelipínuša ... 2§ (11) ... párna pēnnīš (12) ... (13) ... GAL GIŠIG-×... (14) ...a(?)kán dā... (15) ...×kuit×... |